# Coupe d'Allemagne féminine de football 2013-2014
Navigation
Édition précédente Édition suivante
Le DFB-Pokal Frauen 2013-2014 est la 34e édition de la Coupe d'Allemagne féminine.
Il s'agit d'une compétition à élimination directe ouverte aux clubs évoluant cette saison ou ayant évolué la saison passée en Frauen-Bundesliga ou 2. Frauen-Bundesliga ainsi qu'aux vainqueurs de coupes régionales de la saison précédente. Elle est organisée par la Fédération allemande de football (DFB).
La finale a lieu le 14 mai 2014 au RheinEnergieStadion à Cologne. Elle est remportée par le FFC Francfort sur le score de trois buts à zéro face au SG Essen-Schönebeck.

## Calendrier de la compétition
| Tour                                                                        | Nom                 | Dates retenues    | Équipes participantes | Équipes restantes |
| --------------------------------------------------------------------------- | ------------------- | ----------------- | --------------------- | ----------------- |
| 1                                                                           | Premier tour        | 31 août 2013      | 48                    | 32                |
| (entrée en lice des huit meilleures équipes de Frauen-Bundesliga 2012-2013) |                     |                   |                       |                   |
| 2                                                                           | Seizièmes de finale | 28 septembre 2013 | 32                    | 16                |
| 3                                                                           | Huitièmes de finale | 16 novembre 2013  | 16                    | 8                 |
| 4                                                                           | Quarts de finale    | 14 décembre 2013  | 8                     | 4                 |
| 5                                                                           | Demi-finales        | 12 avril 2014     | 4                     | 2                 |
| 6                                                                           | Finale              | 17 mai 2014       | 2                     | 1                 |

## Premier tour
| Date       | Club (division)                               | Score           | Club (division)                                  |
| ---------- | --------------------------------------------- | --------------- | ------------------------------------------------ |
| 31/08/2013 | SV Holstein Kiel (de) (Regionalliga)          | 2-4             | HSV Borussia Friedenstal (2. Frauen-Bundesliga)  |
| 31/08/2013 | FFC Oldesloe (de) (Regionalliga)              | 0-10            | SV Meppen (2. Frauen-Bundesliga)                 |
| 31/08/2013 | Hallescher FC (Coupe régionale)               | 0-4             | FSV Gütersloh (2. Frauen-Bundesliga)             |
| 31/08/2013 | FC Bergedorf (Coupe régionale)                | 0-1 (a.p.)      | Blau-Weiß Hohen Neuendorf (2. Frauen-Bundesliga) |
| 31/08/2013 | SV Henstedt-Ulzburg (Coupe régionale)         | 2-3 (a.p.)      | FC Lübars (2. Frauen-Bundesliga)                 |
| 31/08/2013 | FFV Erfurt (Coupe régionale)                  | 2-3             | Magdeburger FFC (en) (2. Frauen-Bundesliga)      |
| 31/08/2013 | FFV Neubrandenburg (Coupe régionale)          | 0-11            | FF USV Iéna (1. Frauen-Bundesliga)               |
| 31/08/2013 | Potsdamer Kickers (Coupe régionale)           | 2-5             | LFC Berlin (2. Frauen-Bundesliga)                |
| 31/08/2013 | FFC Recklinghausen (Regionalliga)             | 1-14            | Werder Brême (2. Frauen-Bundesliga)              |
| 31/08/2013 | ATS Buntentor (Coupe régionale)               | 1-5             | FC Lokomotive Leipzig (2. Frauen-Bundesliga)     |
| 31/08/2013 | FFC Fortuna Dresden-Rähnitz (Coupe régionale) | 0-4             | BV Cloppenburg (de) (1. Frauen-Bundesliga)       |
| 31/08/2013 | BSC Marzahn (Coupe régionale)                 | 0-3             | TSG Burg Gretesch (Coupe régionale)              |
| 31/08/2013 | SV Bardenbach (Regionalliga)                  | 0-13            | TSG Hoffenheim (1. Frauen-Bundesliga)            |
| 31/08/2013 | Karlsruher SC (Coupe régionale)               | 3-6             | VfL Bochum (2. Frauen-Bundesliga)                |
| 31/08/2013 | GSV Moers (Coupe régionale)                   | 1-0             | TuS Wörrstadt (2. Frauen-Bundesliga)             |
| 31/08/2013 | FFC Wacker Munich (de) (Coupe régionale)      | 1-4             | SC Bad Neuenahr (2. Frauen-Bundesliga)           |
| 31/08/2013 | Hegauer FV (Coupe régionale)                  | 1-3             | SV Weinberg (2. Frauen-Bundesliga)               |
| 31/08/2013 | Eintracht Frankfurt (Coupe régionale)         | 0-4             | FFC Niederkirchen (2. Frauen-Bundesliga)         |
| 31/08/2013 | FSV Viktoria Jägersburg (Coupe régionale)     | 2-2 (Tab : 5-6) | ETSV Würzburg (2. Frauen-Bundesliga)             |
| 31/08/2013 | Sportfreunde Siegen (Coupe régionale)         | 0-9             | SC Sand (2. Frauen-Bundesliga)                   |
| 31/08/2013 | Fortuna Cologne (Coupe régionale)             | 0-1 (a.p.)      | VfL Sindelfingen (1. Frauen-Bundesliga)          |
| 31/08/2013 | TV Derendingen (Coupe régionale)              | 0-4             | FC Cologne (2. Frauen-Bundesliga)                |
| 31/08/2013 | TuS Issel (Coupe régionale)                   | 0-4             | FC Sarrebruck (2. Frauen-Bundesliga)             |
| 31/08/2013 | TSV Schott Mainz (Coupe régionale)            | 2-4             | TSV Crailsheim (2. Frauen-Bundesliga)            |

## Seizièmes de finale
| Date       | Club (division)                                 | Score           | Club (division)                                  |
| ---------- | ----------------------------------------------- | --------------- | ------------------------------------------------ |
| 28/09/2013 | TSG Burg Gretesch (Coupe régionale)             | 1-9             | VfL Wolfsbourg (1. Frauen-Bundesliga)            |
| 28/09/2013 | SG Essen-Schönebeck (1. Frauen-Bundesliga)      | 3-2             | FFC Turbine Potsdam (1. Frauen-Bundesliga)       |
| 28/09/2013 | BV Cloppenburg (de) (1. Frauen-Bundesliga)      | 6-0             | Magdeburger FFC (en) (2. Frauen-Bundesliga)      |
| 28/09/2013 | FSV Gütersloh (2. Frauen-Bundesliga)            | 1-4             | FF USV Iéna (1. Frauen-Bundesliga)               |
| 28/09/2013 | FC Lübars (2. Frauen-Bundesliga)                | 1-2             | Werder Brême (2. Frauen-Bundesliga)              |
| 28/09/2013 | LFC Berlin (2. Frauen-Bundesliga)               | 0-2             | SV Meppen (2. Frauen-Bundesliga)                 |
| 28/09/2013 | HSV Borussia Friedenstal (2. Frauen-Bundesliga) | 0-0 (Tab : 4-5) | FC Lokomotive Leipzig (2. Frauen-Bundesliga)     |
| 28/09/2013 | FCR Duisbourg (1. Frauen-Bundesliga)            | 6-0             | Blau-Weiß Hohen Neuendorf (2. Frauen-Bundesliga) |
| 28/09/2013 | GSV Moers (Coupe régionale)                     | 0-9             | Bayer Leverkusen (1. Frauen-Bundesliga)          |
| 28/09/2013 | SC Bad Neuenahr (2. Frauen-Bundesliga)          | 0-5             | FFC Francfort (1. Frauen-Bundesliga)             |
| 28/09/2013 | SC Fribourg (1. Frauen-Bundesliga)              | 3-1             | VfL Sindelfingen (1. Frauen-Bundesliga)          |
| 28/09/2013 | FC Sarrebruck (2. Frauen-Bundesliga)            | 3-0             | FFC Niederkirchen (2. Frauen-Bundesliga)         |
| 28/09/2013 | ETSV Würzburg (2. Frauen-Bundesliga)            | 0-4             | SC Sand (2. Frauen-Bundesliga)                   |
| 28/09/2013 | VfL Bochum (2. Frauen-Bundesliga)               | 3-1 (a.p.)      | SV Weinberg (2. Frauen-Bundesliga)               |
| 28/09/2013 | FC Cologne (2. Frauen-Bundesliga)               | 2-0             | TSG Hoffenheim (1. Frauen-Bundesliga)            |
| 28/09/2013 | TSV Crailsheim (2. Frauen-Bundesliga)           | 0-7             | Bayern Munich (1. Frauen-Bundesliga)             |

## Huitièmes de finale
| Date       | Club (division)                            | Score | Club (division)                              |
| ---------- | ------------------------------------------ | ----- | -------------------------------------------- |
| 16/11/2013 | Bayer Leverkusen (1. Frauen-Bundesliga)    | 1-2   | BV Cloppenburg (de) (1. Frauen-Bundesliga)   |
| 16/11/2013 | SC Sand (2. Frauen-Bundesliga)             | 6-0   | FCR Duisbourg (1. Frauen-Bundesliga)         |
| 16/11/2013 | SG Essen-Schönebeck (1. Frauen-Bundesliga) | 7-0   | FC Sarrebruck (2. Frauen-Bundesliga)         |
| 16/11/2013 | SV Meppen (2. Frauen-Bundesliga)           | 1-2   | FF USV Iéna (1. Frauen-Bundesliga)           |
| 16/11/2013 | FFC Francfort (1. Frauen-Bundesliga)       | 1-0   | VfL Wolfsbourg (1. Frauen-Bundesliga)        |
| 16/11/2013 | FC Cologne (2. Frauen-Bundesliga)          | 2-0   | Bayern Munich (1. Frauen-Bundesliga)         |
| 16/11/2013 | SC Fribourg (1. Frauen-Bundesliga)         | 7-0   | FC Lokomotive Leipzig (2. Frauen-Bundesliga) |
| 16/11/2013 | Werder Brême (2. Frauen-Bundesliga)        | 3-1   | VfL Bochum (2. Frauen-Bundesliga)            |

## Quarts de finale
| Date       | Club (division)                            | Score | Club (division)                            |
| ---------- | ------------------------------------------ | ----- | ------------------------------------------ |
| 14/12/2013 | Werder Brême (2. Frauen-Bundesliga)        | 0-8   | FFC Francfort (1. Frauen-Bundesliga)       |
| 14/12/2013 | SC Fribourg (1. Frauen-Bundesliga)         | 1-0   | BV Cloppenburg (de) (1. Frauen-Bundesliga) |
| 14/12/2013 | SG Essen-Schönebeck (1. Frauen-Bundesliga) | 5-2   | FC Cologne (2. Frauen-Bundesliga)          |
| 14/12/2013 | FF USV Iéna (1. Frauen-Bundesliga)         | 0-2   | SC Sand (2. Frauen-Bundesliga)             |

## Demi-finale
| Date       | Club (division)                            | Score      | Club (division)                    |
| ---------- | ------------------------------------------ | ---------- | ---------------------------------- |
| 12/04/2014 | SG Essen-Schönebeck (1. Frauen-Bundesliga) | 1-0 (a.p.) | SC Fribourg (1. Frauen-Bundesliga) |
| 12/04/2014 | FFC Francfort (1. Frauen-Bundesliga)       | 2-0        | SC Sand (2. Frauen-Bundesliga)     |

## Finale
| 17 mai 2014 | SG Essen-Schönebeck | 0-3   | FFC Francfort                                         | RheinEnergieStadion, Cologne                    |                                                 |
|             |                     | (0-3) | 3e Kozue Andō · 28e Peggy Kuznik · 36e Simone Laudehr | Spectateurs : 16 621 Arbitrage : Marina Wozniak | Spectateurs : 16 621 Arbitrage : Marina Wozniak |